# アメリカ国防技術情報センター
アメリカ国防技術情報センター（アメリカこくぼうぎじゅつじょうほうセンター、Defense Technical Information Center、略称：DTIC）は、アメリカ国防総省のための科学技術全般にわたる文書を管理提供する組織である。本部はバージニア州フォート・ベルボアにある。
DTICの文書は、国防総省職員と契約した軍需産業関係者が利用するためのものであるが、ADリポートと呼ばれる公開文書はDTIC Onlineを利用して無償で誰でも全文検索が出来る。